# Eurovisiesongfestival 1975

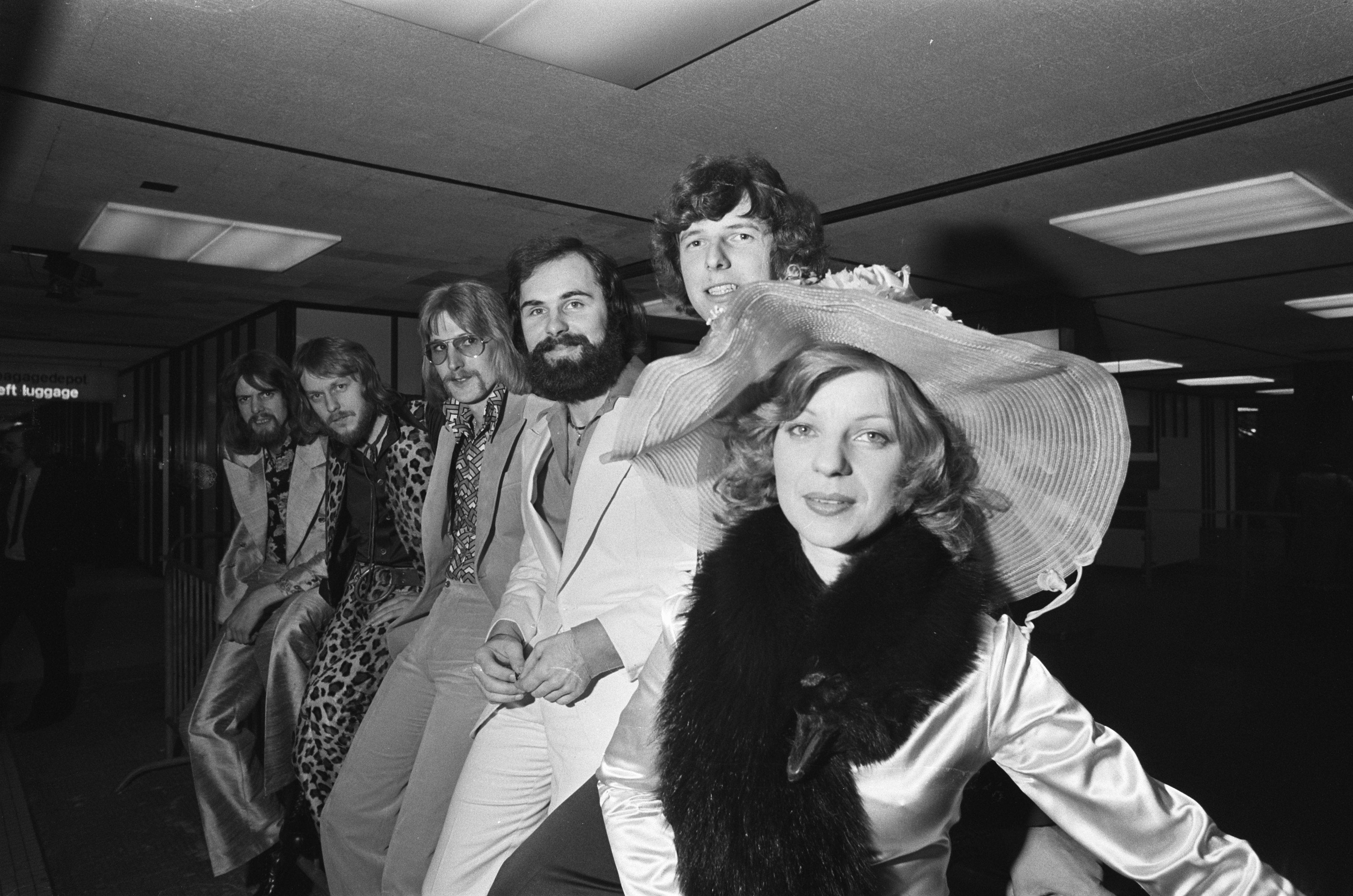
Teach-In vertrekt vanaf Schiphol voor het Eurovisiesongfestival 1975

Het Eurovisiesongfestival 1975 was het twintigste Eurovisiesongfestival en vond plaats op 22 maart 1975 in de Zweedse hoofdstad Stockholm. Het programma werd gepresenteerd door Karin Falck. Van de 19 deelnemende landen won Nederland met het nummer Ding-a-dong, uitgevoerd door Teach-In. Dit lied kreeg 152 punten, 13,8% van het totale aantal punten en 70,4% van de maximale score. Met 138 punten werd het Verenigd Koninkrijk tweede, gevolgd door Italië met 115 punten.

## Interludium
Tijdens het tellen van de stemmen was er gitaarspel van The World of John Bauer.

## Puntentelling

### Stemstructuur
Men stapte over op een andere manier van punten toekennen. In de nationale jury werden punten toegekend aan elk liedje. Het liedje met het meest aantal stemmen, kreeg twaalf punten. De tweede keus kreeg tien punten en de derde plaats tot en met tiende plaats kregen acht tot en met één punten. Stemmen op het eigen land is niet toegestaan.

### Score bijhouden
De score werd bijgehouden op een scorebord dat in de zaal hing.
De deelnemende landen stonden in het Engels op het bord.
Achter elk land stond het totaal aantal punten.
De gegeven punten werden gelijk bij het totaal van het land opgeteld.
Voor het totaal van elk land waren twee lampjes bevestigd: het bovenste knipperde als het land punten kreeg. Het onderste brandde als het land de punten aan het doorgeven was.

### Stemmen
De jury's werden in volgorde van optreden opgebeld.
Het geven van de punten gebeurde op volgorde van deelname, in plaats van in oplopende volgorde.
De vertegenwoordiger van het land noemde het land en het aantal punten in het Engels of Frans.
De presentatrice herhaalde het land en de punten in de taal waarin ze gegeven werden.
Het aantal punten dat gegeven werd, herhaalde ze alleen in de andere taal, zonder het land.
Daarbij werd in het Engels votes en in het Frans points gebruikt.

### Beslissing
Het werd een nek-aan-nekrace tussen Nederland en het Verenigd Koninkrijk, dat The Shadows naar Stockholm had gestuurd met een sterk nummer in Beatlesstijl. Deze gevestigde band werd als grote kanshebber gezien: de band had al succes en roem vergaard en had veel ervaring met optreden. Nadat de Britten hun 12 punten aan Nederland hadden gegeven, werd een Nederlandse overwinning echter zeer waarschijnlijk. De andere landen die Teach-In 12 punten gaven waren Noorwegen, Malta, Israël, Spanje en Zweden. Pas na de stemming door Zweden, het een na laatste land, was Nederland niet meer in te halen.

### Resultaat
| Plaats | Land                | Artiest(en)        | Lied                           | Punten |
| ------ | ------------------- | ------------------ | ------------------------------ | ------ |
| 1      | Nederland           | Teach-In           | Ding-a-dong                    | 152    |
| 2      | Verenigd Koninkrijk | The Shadows        | Let me be the one              | 138    |
| 3      | Italië              | Wess & Dori Ghezzi | Era                            | 115    |
| 4      | Frankrijk           | Nicole Rieu        | Et bonjour à toi l'artiste     | 91     |
| 5      | Luxemburg           | Geraldine          | Toi                            | 84     |
| 6      | Zwitserland         | Simone Drexel      | Mikado                         | 77     |
| 7      | Finland             | Pihasoittajat      | Old man fiddle                 | 74     |
| 8      | Zweden              | Lasse Berghagen    | Jennie, Jennie                 | 72     |
| 9      | Ierland             | The Swarbriggs     | That's what friends are for    | 68     |
| 10     | Spanje              | Sergio & Estíbaliz | Tú volverás                    | 53     |
| 11     | Israël              | Shlomo Artzi       | At ve' ani                     | 40     |
| 12     | Malta               | Renato             | Singing this song              | 32     |
| 13     | Joegoslavië         | Pepel in Kri       | Dan ljubezni                   | 22     |
| 13     | Monaco              | Sophie             | Une chanson c'est une lettre   | 22     |
| 15     | België              | Ann Christy        | Gelukkig zijn                  | 17     |
| 16     | Portugal            | Duarte Mendes      | Madrugada                      | 16     |
| 17     | Duitsland           | Joy Fleming        | Ein Lied kann eine Brücke sein | 15     |
| 18     | Noorwegen           | Ellen Nikolaysen   | Touch my life with summer      | 11     |
| 19     | Turkije             | Semiha Yankı       | Seninle bir dakika             | 3      |

## Deelnemers

### Terugkerende artiesten
| Land      | Artiest          | Plaats | Eerdere deelname                         | Plaats toen |
| --------- | ---------------- | ------ | ---------------------------------------- | ----------- |
| Noorwegen | Ellen Nikolaysen | 18     | Noorwegen 1973 (deel van Bendik Singers) | 7           |

### Nationale keuzes
In Duitsland traden enkele grote namen aan, Séverine had het songfestival al gewonnen in 1971 terwijl Katja Ebstein (1970 en 1971) en Mary Roos (1972) al een 3de plaats op zak hadden, toch won Joy Fleming en werd derdelaatste.
In Noorwegen waren Benny Borg (1972) en Anne Karine Strøm (1973 en 1974) opnieuw van de partij.
Peter, Sue & Marc eindigden 2de in de Zwitserse finale Concours Eurovision. De groep Ivan & 3M die in 1969 voor Joegoslavië meedeed trad nu aan als 4M maar kon niet winnen. In Portugal werd Paulo de Carvalho 4de in de preselectie.

### Terugkerende landen
- Malta (zie ook Malta op het Eurovisiesongfestival)
- Frankrijk (zie ook Frankrijk op het Eurovisiesongfestival)

### Debuterende landen
- Turkije (zie ook Turkije op het Eurovisiesongfestival)

### Terugtrekkende landen
- Griekenland: uit protest omdat aartsrivaal Turkije meedeed (zie ook Griekenland op het Eurovisiesongfestival)

### Kaart

Deelnemende landen
Landen die al meegedaan hebben maar niet meedoen